# Rune Morell

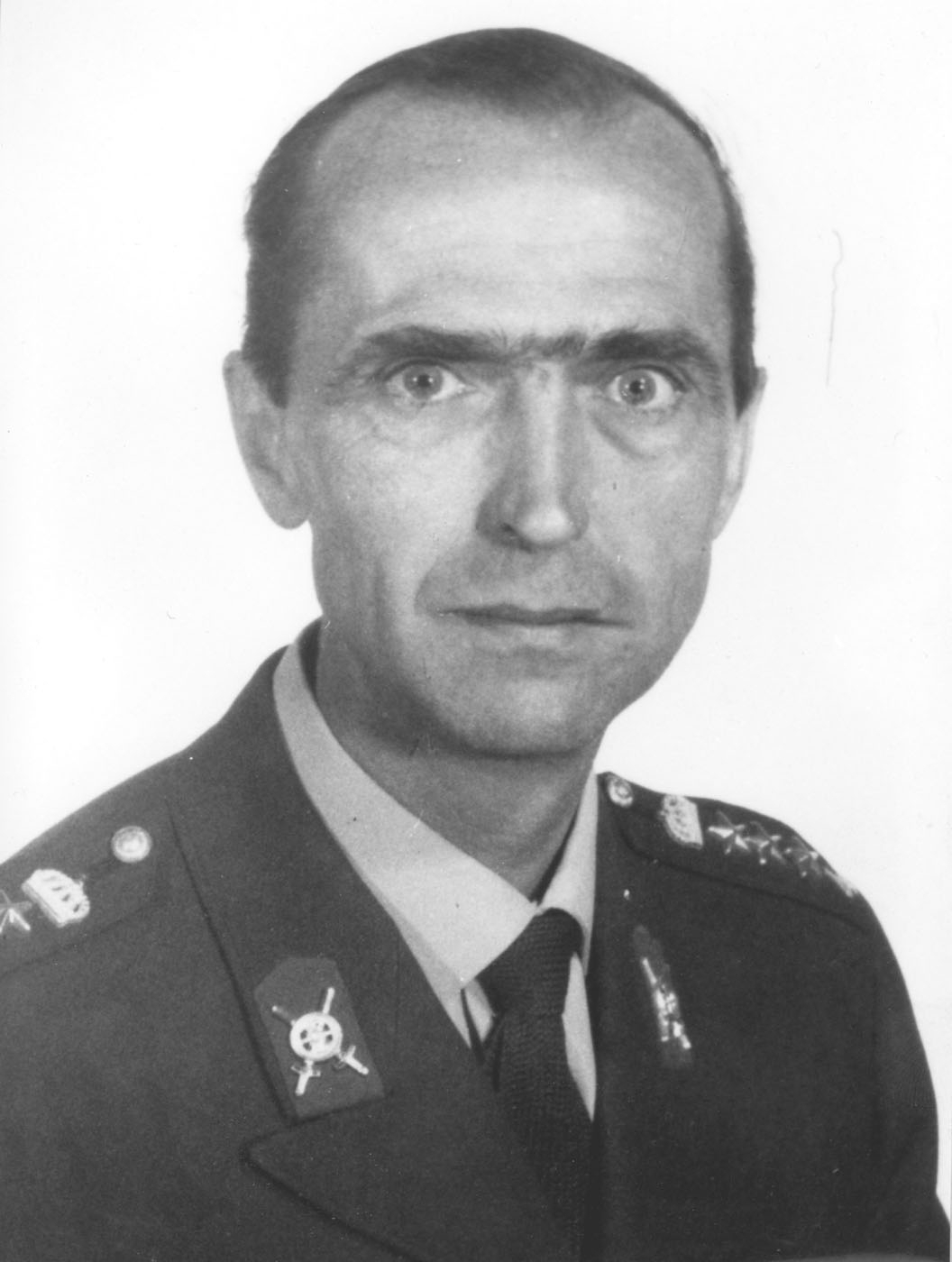
Rune Morell.

Rune Morell, född den 26 maj 1928 i Söderköping, död den 3 december 2022 i Skövde distrikt, var en svensk militär.
Morell avlade officersexamen 1951. Han blev löjtnant i trängtrupperna 1954 och kapten där 1963. Morell genomgick Krigshögskolan 1959–1961 och var aspirant i generalstabskåren 1961–1964. Han tjänstgjorde vid kommunikationsavdelningen inom försvarsstaben 1964–1965, var lärare vid Militärhögskolan 1965–1967 och tjänstgjorde vid Göta trängregemente 1967–1968. Morell befordrades till major 1968 och till överstelöjtnant 1970. Han var chef för kommunikationsavdelningen inom försvarsstaben 1968–1973 och bataljonschef vid Svea trängregemente 1973–1975. Morell genomgick Försvarshögskolan 1971 och var chef för Arméns underhållsskola 1975–1977. Han befordrades till överste 1977 och till överste av första graden 1983. Morell var chef för Skånska trängregementet 1977–1983 och chef för Hallands regemente samt befälhavare i Halmstads försvarsområde 1983–1988. Han blev riddare av Svärdsorden 1969.